# Symbiezidium viridissimum
Symbiezidium viridissimum là một loài Rêu trong họ Lejeuneaceae. Loài này được (Lindenb.) Trevis. miêu tả khoa học đầu tiên năm 1877.